# Lacipa quadripunctata
Lacipa quadripunctata är en fjärilsart som beskrevs av Herman Dewitz 1881. Lacipa quadripunctata ingår i släktet Lacipa och familjen tofsspinnare. Inga underarter finns listade i Catalogue of Life.